# Itala 35/45 HP
La 35/45 HP è un'autovettura prodotta dalla Itala dal 1907 al 1915 divenuta celebre per la vittoria al Raid Pechino-Parigi.

## La tecnica
L'autotelaio 35/45 HP, del peso di circa 12 q a vuoto, era pensato per una vettura imponente ed elegante, con un grosso motore biblocco in ghisa a quattro cilindri in linea con corsa ed alesaggio di 140 x 130 mm, per una cilindrata di 7433 cm³ e una potenza di 45 CV a un regime inferiore a 1500 giri, potenza che le consentiva di raggiungere velocità tra i 70 e i 95 km/h, in funzione del tipo di carrozzeria scelta.
Il raffreddamento era ad acqua e la lubrificazione era di tipo misto, sia a caduta sia a sbattimento. Le valvole erano laterali comandate da asse a camme nel basamento. L'alimentazione avveniva per mezzo di un carburatore verticale alquanto evoluto, tale da non richiedere soventi regolazioni manuali della miscela, al contrario del gioco valvole che invece necessitava di regolazioni relativamente frequenti. Il cambio era a quattro marce più retromarcia con frizione a dischi multipli in acciaio e la trasmissione alle ruote motrici posteriori avveniva tramite un albero cardanico, considerato all'epoca non adatto per una vettura così pesante, ma la vittoria nella Pechino-Parigi riuscì a convincere molti costruttori della superiorità di questa soluzione rispetto alla trasmissione a catena. Il robusto telaio era a longheroni stampati e traverse chiodate con sospensioni a balestre semiellittiche su entrambi gli assi. Sia il freno a pedale sia quello a mano agivano sulle ruote posteriori. Il passo era di 3290 mm e le carreggiate di 1420 mm all'anteriore e di 1415 mm al posteriore.

## La vettura dal raid

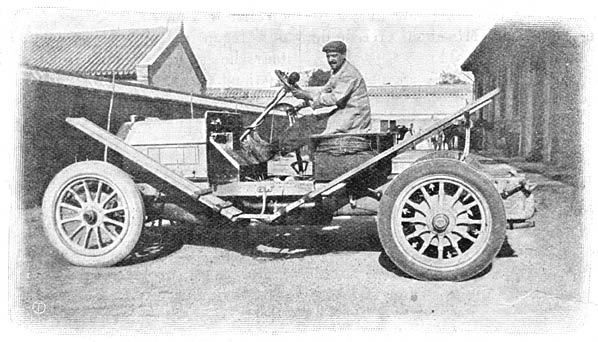
Ettore Guizzardi posa al volante dell'Itala prima della partenza da Pechino

Strettamente derivata dalla versione di serie, fu la vettura vincitrice del Raid Pechino-Parigi, competizione svoltasi tra il giugno e l'agosto del 1907. Già nell'aprile dello stesso anno la 35/45 HP aveva dimostrato buone doti di competitività contro le rivali dell'epoca classificandosi terza alla Targa Florio.
Poche furono le modifiche apportate per la lunga e difficoltosa maratona, come l'adozione di due serbatoi supplementari da 150 litri, oltre a quello di serie da 83 litri, posizionati ai lati di quello che divenne l'unico sedile posteriore. Con questa dotazione di carburante, considerando il consumo di 3 km con un litro, l'autonomia venne portata a oltre 1000 km.
Vennero aggiunti anche un serbatoio per l'acqua e uno per l'olio da 50 litri ciascuno e dietro al sedile posteriore un cassone contenente gli attrezzi, le gomme di scorta, fornite dalla Pirelli, e i pezzi di ricambio. Si adottarono ruote in legno,più grandi di quelle di serie, con gomme della misura di 935x135 mm e i parafanghi furono ingegnosamente sostituiti da quattro assi in legno smontabili per essere utilizzati nel trarsi d'impaccio in passaggi difficoltosi. Con queste modifiche l'Itala raggiungeva a pieno carico un peso di quasi due tonnellate, il che limitava la velocità massima a 70 km/h.
La vettura arrivò integra al traguardo con l'unico incidente della rottura di una ruota in Russia, che fu riparata da un falegname locale.
Questa vettura, perfettamente funzionante, è conservata al Museo dell'Automobile Gianni Agnelli a Torino e ha compiuto nel 2007, insieme alla missione Overland, l'intero percorso in senso inverso, da Parigi a Pechino, esattamente 100 anni dopo la storica vittoria.

## La "Palombella"

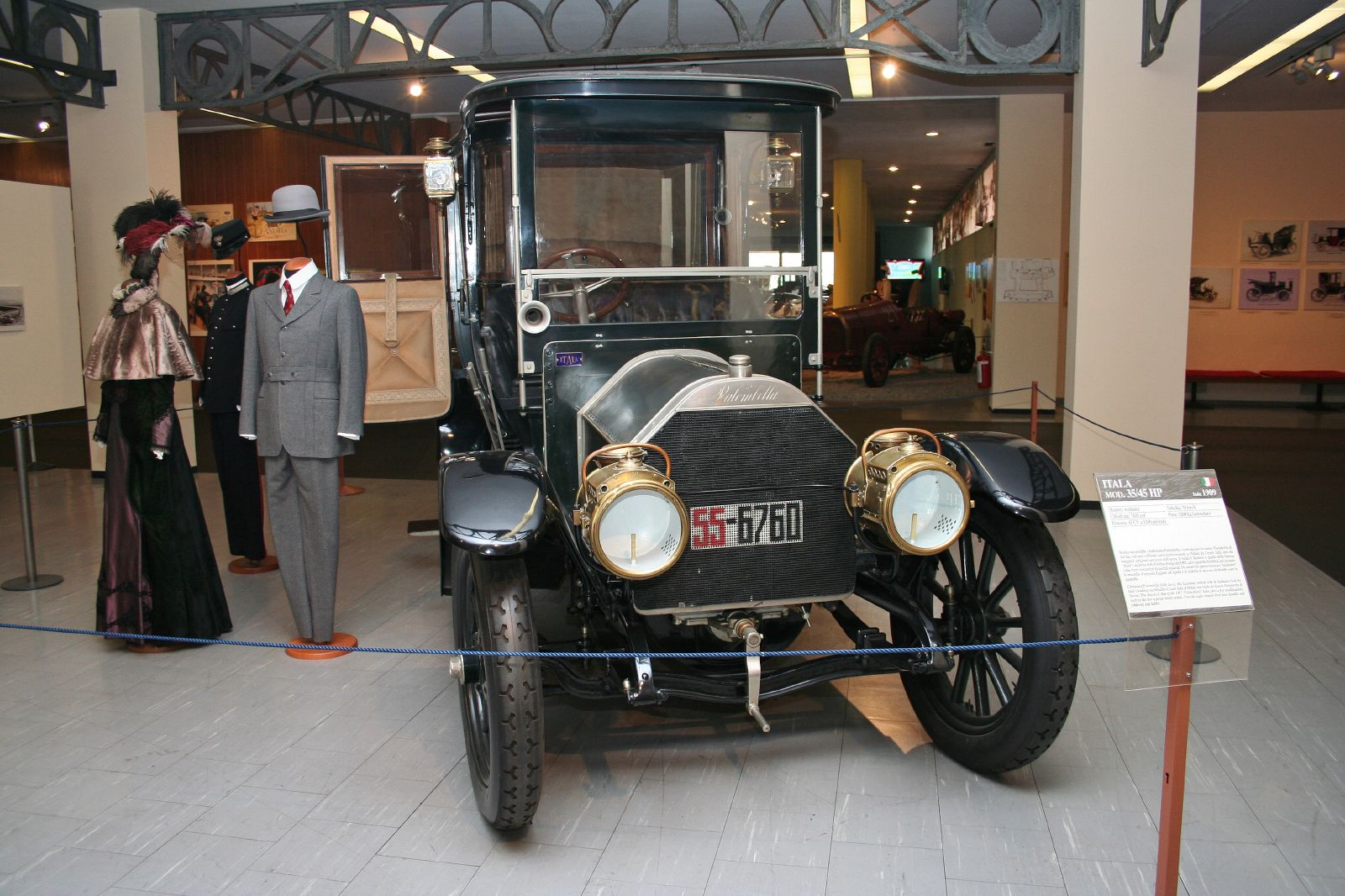
L'Itala 35/45 HP "Palombella" del 1909

Nel 1909 venne realizzato l'autotelaio speciale n.635, caratterizzato da un doppio sistema di frenatura a due pedali, con facoltà di agire separatamente o congiuntamente sulle ruote posteriori e sull'albero cardanico.
Commissionato dalla regina madre Margherita di Savoia, fu "vestito" dal carrozziere milanese Cesare Sala in una maestosa versione landaulet, con finiture di grande pregio, comprese le maniglie a forma di aquila sabauda, in argento massiccio. 
L'abitacolo, foderato di tessuto grigio perla e passamaneria dorata, ospita quattro poltrone con disposizione vis-à-vis ed è fornito di citofono per trasmettere gli ordini allo chauffeur e al palafreniere.
Al posto del logo Itala, sul radiatore è incisa la scritta "Palombella" che identificava la vettura del garage reale destinata a trasportare la regina Margherita nelle sue uscite ufficiali a Roma.
L'imponente automobile, donata e messa all'asta per beneficenza alla morte della Regina e, in seguito, recuperata da Carlo Biscaretti, è tuttora conservata nel Museo dell'automobile di Torino.